# HD 193281
HD 193281，又名CD-2916981，SAO 189164、HR 7764，是一颗恒星，视星等为6.3，位于銀經13.6，銀緯-31.11，其B1900.0坐标为赤經20h 14m 18.4s，赤緯-29° -31.11′ 41″。